# Saint-Martin-des-Olmes

Saint-Martin-des-Olmes este o comună în departamentul Puy-de-Dôme, Franța. În 1 ianuarie 2022 avea o populație de 312 de locuitori.